# Beechcraft Musketeer
El Beechcraft Musketeer es una familia de aviones ligeros monomotores de ala baja, que fue producida por la estadounidense Beechcraft en los años 60 del siglo XX. La serie incluye el Model 19 Musketeer Sport, el Model 23 Musketeer, Custom y Sundowner, el Model 23-24 Musketeer Super III, el de tren retráctil Model 24-R Sierra y el militar CT-134 Musketeer.
La línea del Musketeer estuvo en producción desde el año 1963 hasta 1983, tiempo durante el cual se produjeron 4.366 aviones. El certificado de tipo para la familia de aviones Musketeer ha estado en posesión de Hawker Beechcraft desde el 26 de marzo de 2007.

## Desarrollo

### Model 23 Musketeer y Custom
El primero de la serie fue el Model 23. Fue introducido con el nombre "Musketeer" como modelo de 1963 con un precio inicial de 13.300 dólares, y estaba equipado con un motor Lycoming O-320-D2B de 160 bhp. Al año siguiente, este motor fue reemplazado por el Continental IO-346-A de 165 bhp. Este motor no tuvo éxito y fue reemplazado de nuevo por el Lycoming O-360-A4J de 180 bhp, comenzando con el B23 Musketeer Custom de 1968. En 1970, la versión C23 fue introducida también con el nombre "Musketeer Custom". En 1972, el C23 fue rebautizado como "Sundowner". Con el equipo adecuado, los B23 y C23 estaban autorizados para realizar maniobras acrobáticas limitadas.
Fueron fabricados un total de 2.331 Beechcraft 23 de todas las versiones en el lapso de producción que se completó 20 años más tarde, en 1983.

### Model 19 Musketeer Sport

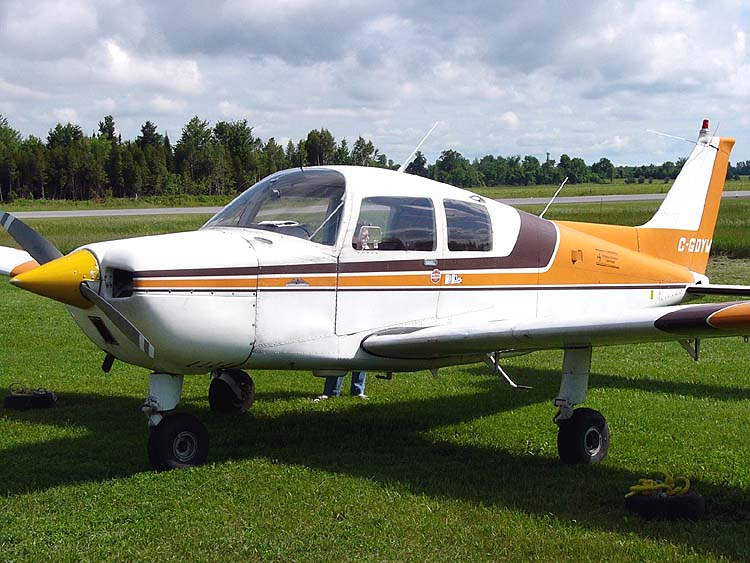
Beechcraft B19 Musketeer Sport.

El Beech 19 fue introducido como modelo del año 1966. A pesar de tener un número de modelo inferior, era una variante posterior y era una versión de entrenamiento de menor potencia del Model 23. Le faltaba la tercera ventana lateral del 23 y tenía un motor Lycoming O-320-E2C de 150 bhp. El Sport fue introducido en 1966 con un precio estándar 11.500 dólares. Con el equipo adecuado, los A9, B19 y M19 Sport estaban autorizados para realizar maniobras acrobáticas limitadas.
El Model 19 fue llamado "Musketeer Sport" y fueron construidos un total de 922, en 15 años de producción, que acabaron con el modelo del año 1979.

### Model 23-24 Musketeer Super III
Junto con la introducción del Model 19 de menor potencia en 1966, Beechcraft también introdujo una versión del Model 23 Musketeer de mayor potencia a la que llamó Beechcraft 23-24 Musketeer Super III. Este modelo mejorado tenía un motor Lycoming IO-360 de inyección de combustible que producía 200 bhp, 35 hp más que el Model 23 Musketeer estándar de aquel año. Este modelo se vendía inicialmente por un precio de 16.350 dólares en 1966.
En 1966, un único Model 23-24 de demostración fue equipado con una hélice de velocidad constante. En los siguientes años, aproximadamente un tercio de los aviones de producción fueron entregados con hélice de velocidad constante.
El Super Musketeer tenía típicamente una carga útil de 476,3 a 489,9 kg (lo que le daba una de las mayores cargas útiles de los aviones disponibles monomotores de cuatro cilindros y tren fijo). La mayoría de los Model 23-24 fueron producidos en configuración de cuatro asientos. Una pequeña cantidad fue producida con una configuración de 4+2, convirtiendo el área de equipaje en dos asientos para niños. Esta configuración fue más común en los modelos Sierra que siguieron al Model 23-24.
Una de las pocas debilidades del Model 23-24 era que tenía un sistema simple de distribución de la calefacción, que dotaba de aire templado a través del cortafuegos sólo al área bajo el panel de instrumentos. Esto significaba que la calefacción en los asientos traseros era poco óptima. Los aviones posteriores presentaron diseños conductores mucho mejores que dotaban de calefacción a todos los asientos.
El Model 23-24 de tren fijo fue producido sólo entre 1966 y 1969. Fueron completados un total de 369 Musketeer Super III antes de que fuera reemplazado por el Model 24 Sierra. Fueron numerados del MA-1 al MA-369 y fueron los únicos modelos que tuvieron un número de serie "MA", haciéndoles más fácil de distinguir que otros miembros de la familia Musketeer. En los últimos fuselajes de la serie, fue introducido un nuevo panel de instrumentos con los mismos medidores de "cinta vertical" que fueron usados en los primeros Sierra. Estos modelos se conocieron como A24 y no se deben confundir con los Sierra iniciales, que fueron designados modelos A24R. Aparte del panel de instrumentos, estos aviones eran mecánicamente idénticos al primer modelo A23-24.

### Model 24 Sierra

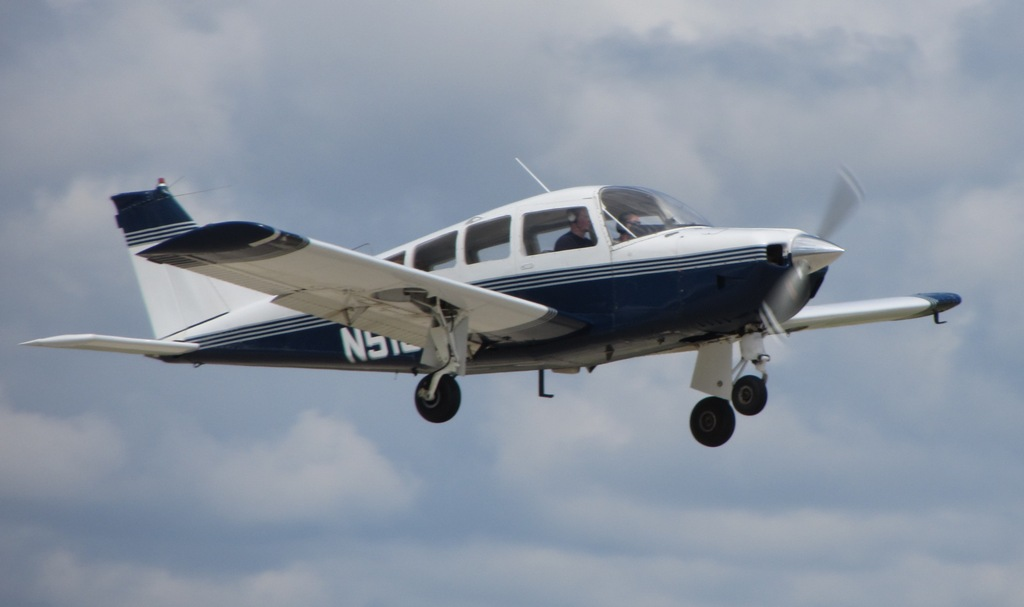
Sierra despegando.

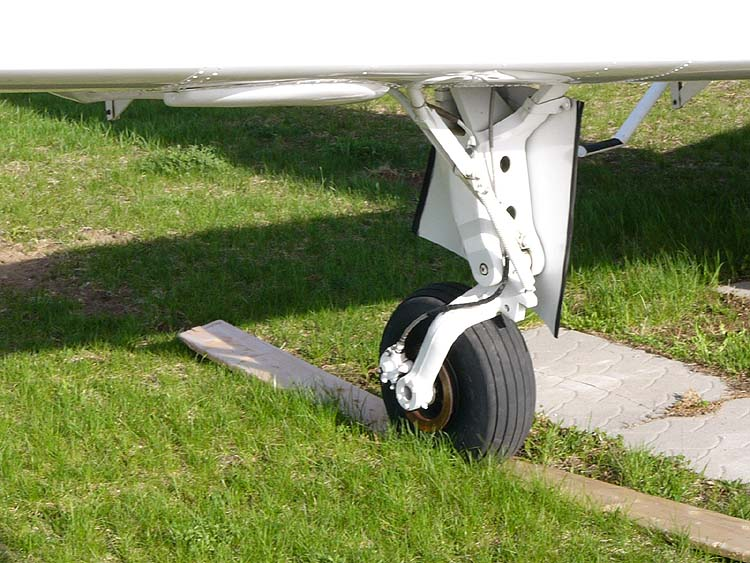
Tren de aterrizaje principal del Beechcraft B24 Sierra.

El Model 23-24 Musketeer Super III probó la utilidad del motor de 200 hp en el fuselaje del Musketeer, pero la configuración de tren fijo impedía el uso de toda la ventaja de la potencia extra del motor Lycoming de inyección. La solución obvia fue la retracción del tren de aterrizaje, y esto resultó en el Model 24R.
El Musketeer Super R (A24R) de 1970 fue el primer modelo para la nueva versión retráctil del Musketeer, en competencia directa con el Piper Arrow.
Rebautizado "Sierra" en 1972. El inicial A24R estaba equipado con un Lycoming IO-360-A1B de 200 bhp y se vendía por un precio estándar de 24.950 dólares. El Model 24R completaba la serie de Beech entre los Musketeer de tren fijo y los mucho mayores, más rápidos, más complejos y caros Beechcraft Bonanza.
El año 1974 vio la introducción del mejorado B24R Sierra, equipado con el motor Lycoming IO-360-A1B6 y una nueva versión de la hélice, como modelo de ese año. El mejorado C24R de 1977 estaba equipado con el mismo motor y hélice mayor. Beech también realizó una limpieza aerodinámica en el modelo "C", haciéndole 6 nudos más rápido que el modelo "B" al que reemplazó en 1977.
La producción del Sierra acabó al mismo tiempo que se cerraba la línea de montaje del Model 23 Sundowner, durante la recesión económica en la aviación de 1983. Fueron entregados un total de 744 Sierra.
El diseño del Musketeer fue desarrollado en un avión bimotor, el Beechcraft Model 76 Duchess.

### CT-134 Musketeer
Las Fuerzas Canadienses compraron 24 B23 Musketeer modelo de 1971, llegando los primeros CT-134 a la CFB Portage la Prairie el 23 de marzo del mismo año. El lote inicial de CT-134 fue reemplazado a finales de 1981 por 24 Beechcraft C23 Sundowner modelo de 1982, que fueron designados como CT-134A Musketeer II.

## Diseño
La principal diferencia entre la línea Musketeer y otros aviones ligeros es su tren de aterrizaje. Mientras que el competitivo Cessna 172 usa un tren principal de ballestas de acero, el Piper PA-28 Cherokee usa suspensión oleoneumática y el Grumman American AA-5 usa un tren principal de muelles de fibra de vidrio, la familia Musketeer usa un sistema de engranajes de barra de torsión retrasada con un sistema de suspensión de discos de goma. Esto le daba al avión una características de aterrizaje bastante diferentes comparadas con las de los competidores; los toques a tierra ligeros se acompañan a menudo con saltos de las barras de torsión y produciendo un aterrizaje menos elegante de lo previsto. Con práctica, los aterrizajes suaves son fáciles de conseguir.
Como resultado de este tipo de diseño de tren de aterrizaje, Beechcraft no diseñó u ofertó carenados de ruedas para los modelos de tren fijo. Varios fabricantes de accesorios han diseñado y probado carenados de ruedas para los Musketeer.

## Variantes

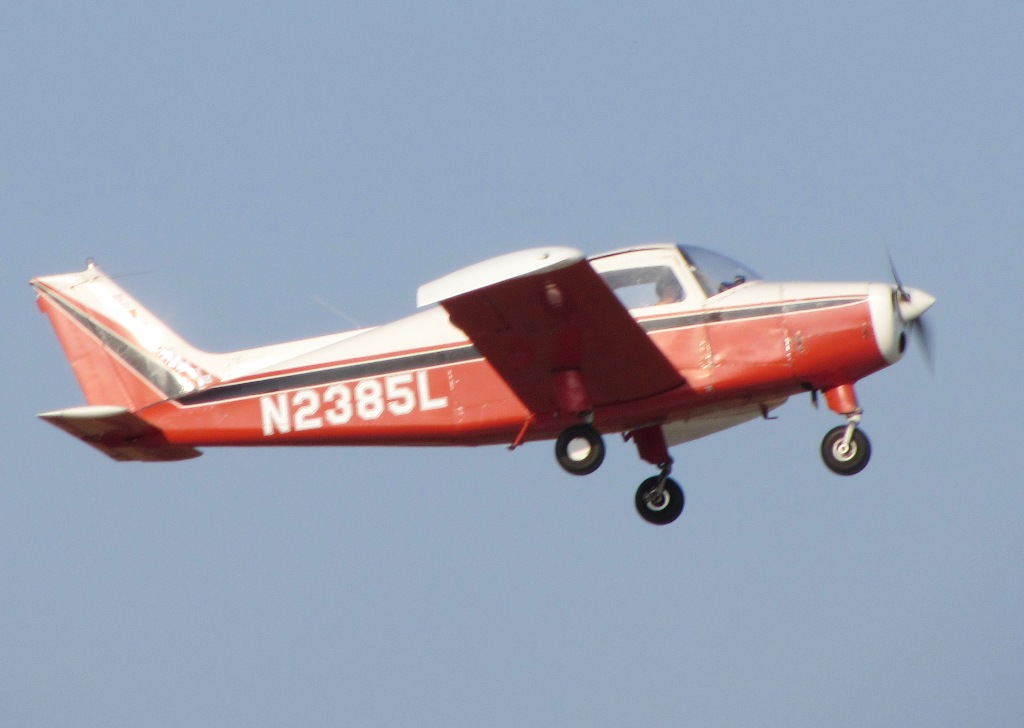
1963 Model 23

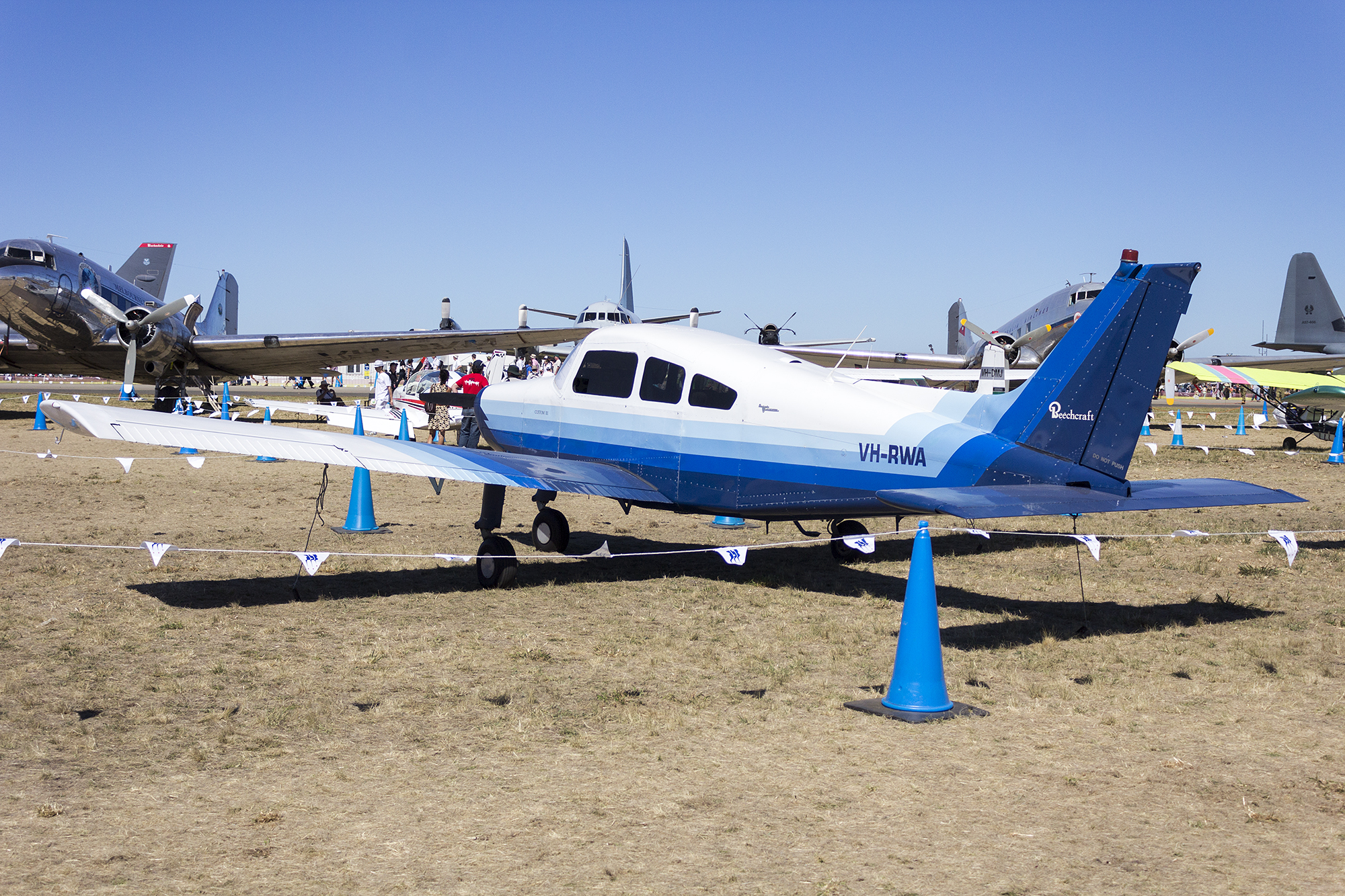
A23A Musketeer modelo de 1967.

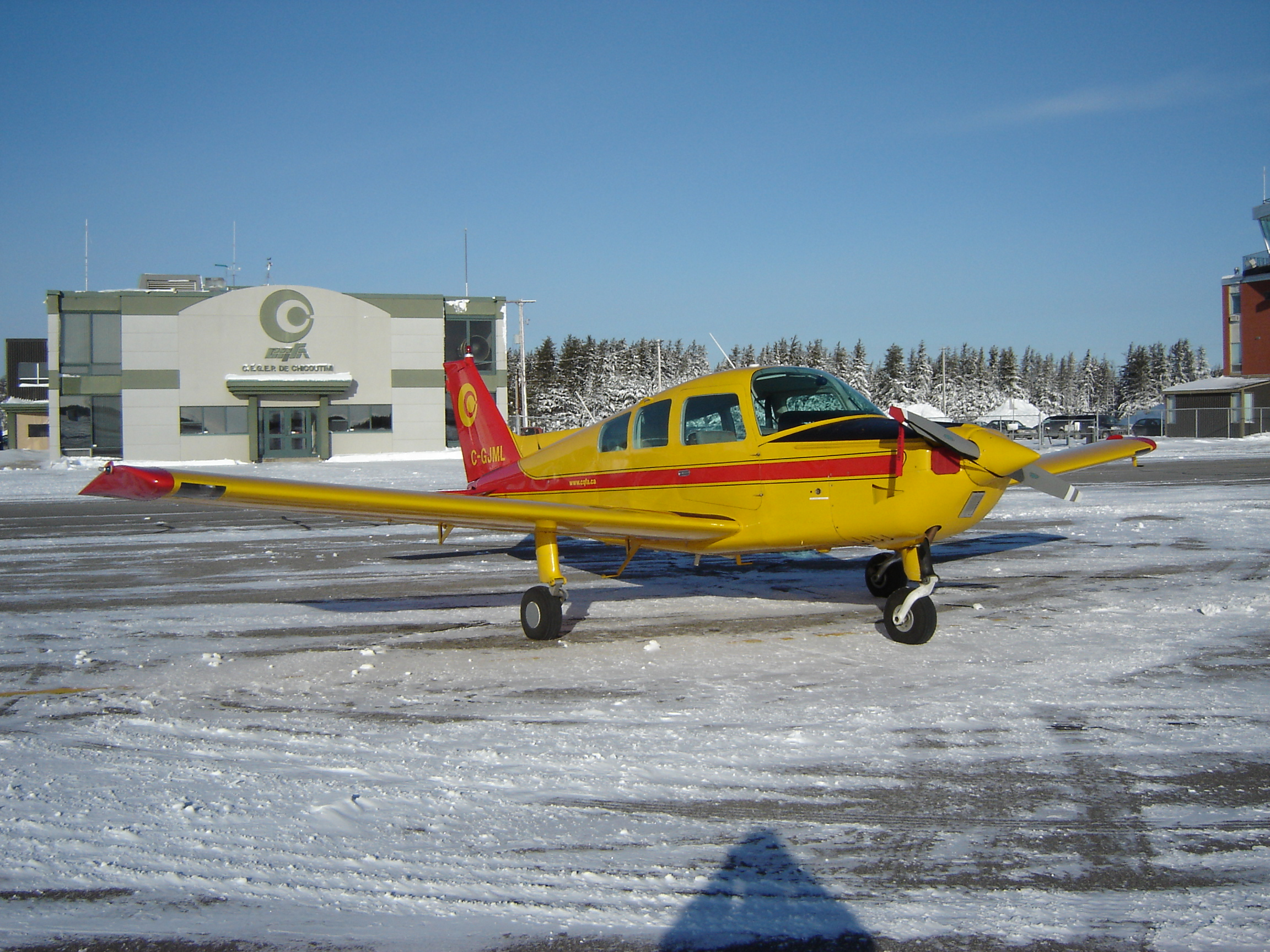
Beechcraft C23 Sundowner modelo de 1980.

23 Musketeer
Avión ligero de cuatro asientos, tren de aterrizaje triciclo fijo, equipado con motor Lycoming O-320-D2B de 160 hp, peso cargado de 1.043,3 kg, certificado el 20 de febrero de 1962.
A23 Musketeer II
Avión ligero de cuatro asientos, tren de aterrizaje triciclo fijo, equipado con motor Continental IO-346-A de 165 hp, peso cargado de 1.065,9 kg, certificado el 7 de junio de 1963.
A23A
Avión ligero de cuatro asientos, tren de aterrizaje triciclo fijo, equipado con motor Continental IO-346-A de 165 hp, peso cargado de 1.088,6 kg, certificado el 5 de noviembre de 1965.
A23-19 (Model 19)
Avión ligero de dos o cuatro asientos, tren de aterrizaje triciclo fijo, equipado con motor Lycoming O-320-E2B, E2C o E3D de 150 hp, peso cargado de 997,9 kg, certificado el 9 de diciembre de 1965.
A23-24
Avión ligero de cuatro o seis asientos, tren de aterrizaje triciclo fijo, equipado con motor Lycoming IO-360-A2B o A2D de 200 hp, o un motor Lycoming IO-360-A1B o A1D al ser equipado con hélice de velocidad constante, peso cargado de 1.156,7 kg, certificado el 7 de marzo de 1966.
A24
Avión ligero de cuatro o seis asientos, tren de aterrizaje triciclo fijo, equipado con motor Lycoming IO-360-A2B o A2D de 200 hp, o un motor Lycoming IO-360-A1B o A1D al ser equipado con hélice de velocidad constante, peso cargado de 1.156,7 kg, certificado el 5 de febrero de 1970.
19A
Avión ligero de dos o cuatro asientos, tren de aterrizaje triciclo fijo, equipado con motor Lycoming O-320-E2B, E2C o E3D de 150 hp, peso cargado de 1.156,7 kg, certificado el 31 de agosto de 1967, aprobado en la categoría acrobática el 12 de marzo de 1968.
M19A
Avión ligero de dos asientos, tren de aterrizaje triciclo fijo, equipado con motor Lycoming O-320-E2B, E2C o E3D de 150 hp, peso cargado de 1.156,7 kg, certificado el 9 de diciembre de 1969, incluido en la categoría acrobática.
B19
Avión ligero de dos o cuatro asientos, tren de aterrizaje triciclo fijo, equipado con motor Lycoming O-320-E2B, E2C o E3D de 150 hp, peso cargado de 1.156,7 kg, certificado el 3 de febrero de 1970, incluido en la categoría acrobática.
B23
Avión ligero de cuatro asientos, tren de aterrizaje triciclo fijo, equipado con motor Lycoming O-360-A2G de 180 hp, peso cargado de 1.111,3 kg, certificado el 13 de diciembre de 1967, y en la categoría acrobática el 22 de noviembre de 1968.
C23
Avión ligero de cuatro asientos, tren de aterrizaje triciclo fijo, equipado con motor Lycoming O-360-A4G, A2G, A4J o A4K de 180 hp, peso cargado de 1.111,3 kg, certificado el 13 de febrero de 1970, incluido en la categoría acrobática.
A24R Sierra 200
Avión ligero de cuatro o seis asientos, tren de aterrizaje triciclo retráctil, equipado con motor Lycoming IO-360-A1B o A1D de 200 hp, peso cargado de 1.247,4 kg, certificado el 23 de diciembre de 1969.
B24R Sierra 200
Avión ligero de cuatro o seis asientos, tren de aterrizaje triciclo retráctil, equipado con motor Lycoming IO-360-A1B6 de 200 hp y nueva variante de la hélice, peso cargado de 1.247,4 kg, certificado el 18 de junio de 1973, vendido como modelo de 1974 y con una nueva y mayor puerta trasera de equipaje.
C24R Sierra 200
Avión ligero de cuatro o seis asientos, tren de aterrizaje triciclo retráctil, equipado con motor Lycoming IO-360-A1B6 de 200 hp, peso cargado de 1.247,4 kg, certificado el 1 de octubre de 1976 con una nueva y mayor hélice, y limpieza aerodinámica de Beech que le hacía 6 nudos más rápido que el "B".

## Operadores Militares
Argelia
- Fuerza Aérea Argelina (4 x B24R Sierra)

 Canadá
- Fuerzas Armadas Canadienses (24 x B23 y 24 x C23 Sundowner, designados CT-134)

 Hong Kong
- Royal Hong Kong Auxiliary Air Force (2 x B23-19)

 México
- Fuerza Aérea Mexicana (20 x A23-19)

 Marruecos
- Real Fuerza Aérea de Marruecos (1 x 23)

## Historia operacional
Durante sus años de producción, la familia de aviones Musketeer fueron entrenadores populares y fueron usados en muchas escuelas de vuelo. Actualmente, muchos Musketeer son aviones privados.

## Especificaciones (A23A Musketeer III)
Referencia datos: Airliners.net The Incomplete Guide to Airfoil Usage

### Características generales
- Tripulación: 1
- Capacidad: 3
- Longitud: 7,8 m (25,7 ft)
- Envergadura: 10 m (32,7 ft)
- Altura: 2,5 m (8,2 ft)
- Superficie alar: 13,6 m² (146,4 ft²)
- Perfil alar: NACA 63A415
- Peso vacío: 624 kg (1375,3 lb)
- Peso cargado: 1089 kg (2400,2 lb)
- Planta motriz: 1× motor bóxer Continental IO-346-A.
  - Potencia: 123 kW (170 HP; 167 CV)
- Hélices: 1× bipala de paso fijo por motor.
- Diámetro de la hélice: 198,12 cm

### Rendimiento
- Velocidad nunca excedida (Vne): 282 km/h (175 MPH; 152 kt)
- Velocidad máxima operativa (Vno): 235 km/h (146 MPH; 127 kt)
- Velocidad crucero (Vc): 189 km/h (117 MPH; 102 kt)
- Velocidad de entrada en pérdida (Vs): 117 km/h (73 MPH; 63 kt)
- Alcance: 1252 km (676 nmi; 778 mi)
- Techo de vuelo: 4000 m (13 123 ft)
- Régimen de ascenso: 3,7 m/s (728 ft/min)

### Desarrollos relacionados
- CT-134 Musketeer
- Beechcraft 76 Duchess

### Aeronaves similares
- Cessna 172
- Cessna 177
- Grumman American AA-5
- Piper PA-28 Cherokee

### Secuencias de designación
- Secuencia Numérica (interna de Beechcraft): 16 - 17 - 18 - 19 - 23 - 24 - 25 - 26 - 28 →